# Mon Chéri
Mon Chéri són uns petits bombons de l'empresa de xocolates piemontesa Ferrero. Aquests bombons estan farcits de licor de cireres i d'una guinda cadascun. Cada peça està empaquetada amb un embolcall rosa. Mon Chéri són mots en francès que signifiquen "amor meu".
El Mon Chéri va aparèixer per primer cop a Itàlia en 1956. Fou produït i comercialitzat a França (a la fàbrica de Villers-Ecalles) i a Gran Bretanya a partir de 1960, i a Alemanya des de 1961. La producció a França es va aturar en 1978.
Per omplir els Mon Chéri, Ferrero compra cada any cireres cultivades a prop de Fundão, a la subregió agrícola de Cova da Beira (al centre de Portugal). El bombó és format en un 13 % de licor i el seu contingut en alcohol és de 8 ml/100 g
Se solen menjar durant el Nadal o bé per celebrar alguna festa important. Tanmateix, a causa de la seva política de qualitat, Ferrero no comercialitza els Ferrero Rocher i els Mon Chéri en alguns establiments durant l'època més càlida de l'any per evitar que la xocolata es fongui.